# John Nettles
John Nettles, angleški igralec, * 11. oktober 1943.
Nettles je najbolj poznan po vlogah Jima Bergeraca v televizijski seriji Bergerac in Toma Barnabyja v Umorih na podeželju.

## Zgodnje življenje
Rodil se je leta 1943 v St Austellu, Cornwall. Ob rojstvu ga je posvojil tesar Eric Nettles z ženo Elsie. Obiskoval je lokalno šolo Poltair School. Pri sedmih letih je izvedel, da je bila njegova rojstna mati rimokatoliška irska medicinska sestra, ki je v Angliji delala med drugo svetovno vojno. Ko je rodila nezakonskega otroka, so jo strpali v umobolnico. Umrla je pri 28 letih. Nettles ni nikoli ugotovil identitete svojega očeta, a je odkril, da ima brata in dve sestri.

## Začetek kariere
Leta 1962 je Nettles pričel prejemati štipendijo in je študiral zgodovino in filozofijo na Univerzi v Southamptonu. V Southamptonu je tudi prvič začel nastopati in, ker se mu je igranje dopadlo, so mu dodelili nekatere gledališke vloge. Okoli 1970 je bil repertorij v gledališču Northcott Theatre, Exeter, zatem je odigral svojo prvo televizijsko vlogo v filmu One More Time. Naslednje leto je igral dr. Iana Mackenzieja v drami A Family at War, vlogo je igral do leta 1972. Nekajkrat je odigral manjše vloge v nekaterih televizijskih programih, med drugim The Liver Birds, Enemy at the Door in Robin of Sherwood. Leta 1966 se je poročil s svojo prvo ženo Joyce. Leta 1970 se jima je rodila hčerka Emma, leta 1979 pa sta se ločila.

## Televizijska slava
Leta 1981 je John Nettles dobil naslovno vlogo v televizijski seriji Bergerac. Do konca snemanja leta 1991 je serija imela 87 epizod. Po koncu serije Bergerac se je Nettles pridružil gledališču Royal Shakespeare Company in zaigral v Zimski pravljici, Veselih ženah Windsorskih, Juliju Cezarju, Rihardu III in The Devil is an Ass. Leta 1992 je nastopil v epizodi televizijske serije Boon, leta 1993 pa je kot Jim Bergerac nastopil v policijski komediji The Detectives. Julija 1995 se je znova poročil, tokrat s Cathryn Sealey v Eveshamu, Worcestershire.
Leta 1995 je do njega pristopil Brian True-May in mu ponudil glavno vlogo Toma Barnabyja v tedaj novi seriji detektivskih filmov z imenom Umori na podeželju, posneti po literarni predlogi Caroline Graham. To je bila njegova druga glavna vloga kariere, vnovič je bila to vloga policaja. Umori na podeželju ga niso naredili slavnega le na otočju, ampak po celem svetu. Leta 2003 je igral Barnabyja v epizodi Boxing Day serije French & Saunders. Od 1996 do 2005 je bil pripovedovalec v dokumentarni seriji Airport, nastopil pa je tudi v eni epizodi serije Heartbeat. Napisal je tudi tri knjige - Bergerac's Jersey (1988; ISBN 0-563-20703-5), John Nettles' Jersey (1992; ISBN 0-563-36318-5) in Nudity in a Public Place (1993; ISBN 0-7451-1961-1). Leta 2007 je skupaj z Willom Smithom nastopil v zabavni seriji Will Smith Presents the Tao of Bergerac.
Februarja 2009 je bilo naznanjeno, da bo Nettles serijo Umori na podeželju zapustil, sicer po dveh novih posnetih sezonah. Njegova zadnja upodobitev Barnabyja naj bi tako prišla leta 2011, do tedaj naj bi skupaj nastopil v 75 epizodah.